# Сент-Стівенс (Північна Кароліна)
Сент-Стівенс (англ. St. Stephens) — переписна місцевість (CDP) в США, в окрузі Кетоба штату Північна Кароліна. Населення — 8852 особи (2020).

## Географія
Сент-Стівенс розташований за координатами 35°45′53″ пн. ш. 81°16′22″ зх. д. / 35.76472° пн. ш. 81.27278° зх. д. (35.764610, -81.272880).  За даними Бюро перепису населення США в 2010 році переписна місцевість мала площу 25,66 км², з яких 24,61 км² — суходіл та 1,05 км² — водойми.

## Демографія
Згідно з переписом 2010 року, у переписній місцевості мешкало 8759 осіб у 3329 домогосподарствах у складі 2456 родин. Густота населення становила 341 особа/км².  Було 3633 помешкання (142/км²).
Расовий склад населення:
| - 82,8 % — білих - 4,4 % — азіатів - 4,2 % — чорних або афроамериканців - 0,3 % — корінних американців - 0,1 % — вихідців з тихоокеанських островів - 6,1 % — осіб інших рас |

До двох чи більше рас належало 2,2 %. Частка іспаномовних становила 10,3 % від усіх жителів.
За віковим діапазоном населення розподілялося таким чином: 24,4 % — особи молодші 18 років, 59,7 % — особи у віці 18—64 років, 15,9 % — особи у віці 65 років та старші. Медіана віку мешканця становила 40,5 року. На 100 осіб жіночої статі у переписній місцевості припадало 97,1 чоловіків;  на 100 жінок у віці від 18 років та старших — 95,4 чоловіків також старших 18 років.
Середній дохід на одне домашнє господарство  становив 56 430 доларів США (медіана — 40 318), а середній дохід на одну сім'ю — 63 153 долари (медіана — 47 927). Медіана доходів становила 33 485 доларів для чоловіків та 31 245 доларів для жінок. За межею бідності перебувало 16,8 % осіб, у тому числі 31,0 % дітей у віці до 18 років та 6,7 % осіб у віці 65 років та старших.
Цивільне працевлаштоване населення становило 4239 осіб. Основні галузі зайнятості: виробництво — 27,3 %, освіта, охорона здоров'я та соціальна допомога — 16,6 %, роздрібна торгівля — 11,6 %, мистецтво, розваги та відпочинок — 10,7 %.